# Ramiel
Râmîêl (Aramaico: רעמאנל, Hebreu: רעמיאל, Grego:‘Ραμιήλ), é um anjo vigilante caído no livro hebraico apócrifo de Enoque, um dos 20 líderes, mencionado como o sexto, Ramiel significa "trovão do Senhor" , dos elementos hebraicos ra'am e El'. Remiel é também um arcanjo nas tradições cristãs e islâmicas, essa versão do nome se encaixa melhor nas traduções como "misericórdia de Deus" ou "compaixão do Senhor" (veja: Jeremiel (anjo)). Ele é frequentemente confundido com Azazel, que também é chamado de Râmêêl[carece de fontes?] ("arrogante com o Senhor" ou "noite do Senhor"), no entanto, eles não são o mesmo anjo.
Existem 20 líderes que são nomeados no Livro de Enoque, também chamado de Enoque I. A seção que menciona-os é:
| “ | 7. e estes são os nomes de seus líderes: Sêmîazâz, seu líder, Arâkîba, Râmêêl, Kôkabîêl, Tâmîêl, Râmîêl, Dânêl, Êzêqêêl, Barâqîjâl, Asâêl, Armârôs, Batârêl, Anânêl, Zaqîêl, Samsâpêêl, Satarêl, Tûrêl, Jômjâêl, Sariêl. 8. Estes são os chefes de 10." - R. H. Charles tradução, The Book of the Watchers, Capítulo VI. | ” |

Como descrito em Enoque I, estes são os líderes de 200 anjos, que tornaram-se anjos caídos, devido a terem pego esposas dentre os filhos dos homens, casando com mulheres humanas, e ensinado-as conhecimentos proibidos.
Ramiel é o arcanjo da esperança, e ele é creditado com duas tarefas: ele é responsável pelas visões divinas, e ele guia as almas dos fiéis para o Paraíso. Ele é chamado de Jeremiel ou Uriel em várias traduções de IV Esdras, e é descrito como " um dos santos anjos que o Senhor pôs sobre os que se levantam dos mortos", em efeito, o anjo que observa sobre todos aqueles que ressuscitarão.
Ele é dito para ser o anjo responsável para destruição dos exércitos de Senaqueribe, como também ser o portador das intruções dos sete arcanjos.
Ele também é mencionado em II Baruque, onde ele "preside sobre as visões verdadeiras" (55:3).